# Trichoconis echinophila
Trichoconis echinophila är en svampart som först beskrevs av Caro Benigno Massalongo, och fick sitt nu gällande namn av de Hoog & Oorschot 1985. Trichoconis echinophila ingår i släktet Trichoconis, divisionen sporsäcksvampar och riket svampar.   Inga underarter finns listade i Catalogue of Life.